# Haimelkofen
Haimelkofen ist ein Ortsteil der Gemeinde Laberweinting und Dorf im niederbayerischen Landkreis Straubing-Bogen.

## Lage
Haimelkofen liegt etwa vier Kilometer südlich von Laberweinting am Bayerbacher Bach und fünf Kilometer östlich von Mallersdorf.

## Geschichte
Im Jahr 900 belegt eine Urkunde der Traditionen des Hochstifts Regensburg und des Klosters St. Emmeram den Ort „Hemminchofun“.
In Hemminhofun, vorher Hemminga ist der um diese Zeit gebräuchliche Name Hemmo enthalten. Der Ortsname bedeutete also bei Hemmo und seinen Leuten.
Im Jahre 1831 zählte Haimelkofen 125 Einwohner, im Jahr 1916 waren es 233.
Bis 1946 gab es die Gemeinde Haimelkofen, mit dem Dorf Haimelkofen als einzigem Ort und einer Gemarkung von 265,19 Hektar. Sie gehörte zum Landkreis Mallersdorf und zur Schule und Post in Hofkirchen. Bis zur Gebietsreform war Haimelkofen ein Ortsteil der damals selbstständigen Gemeinde Hofkirchen im 1972 aufgelösten Landkreis Mallersdorf. Am 1. Mai 1978 wurde Haimelkofen mit Hofkirchen nach Laberweinting im Landkreis Straubing-Bogen eingemeindet. Der letzte Bürgermeister war Johann Schedl († 30. September 1997).

## Persönlichkeiten
- Ferdinand Pöschl, Fotograf und Kaufmann (* 30. Mai 1877 in Landau an der Isar; † 7. Mai 1914 in Haimelkofen)

## Sehenswürdigkeiten
- In der Ortsmitte steht direkt am Bayerbacher Bach ein kleiner Marienbildstock aus dem 18. Jahrhundert.
- Mehrere denkmalgeschützte Bauernhäuser aus dem 18. Jahrhundert entlang des Bachlaufs.
- Liste der Baudenkmäler in Haimelkofen und den anderen Bachorten

## Bilder von Haimelkofen

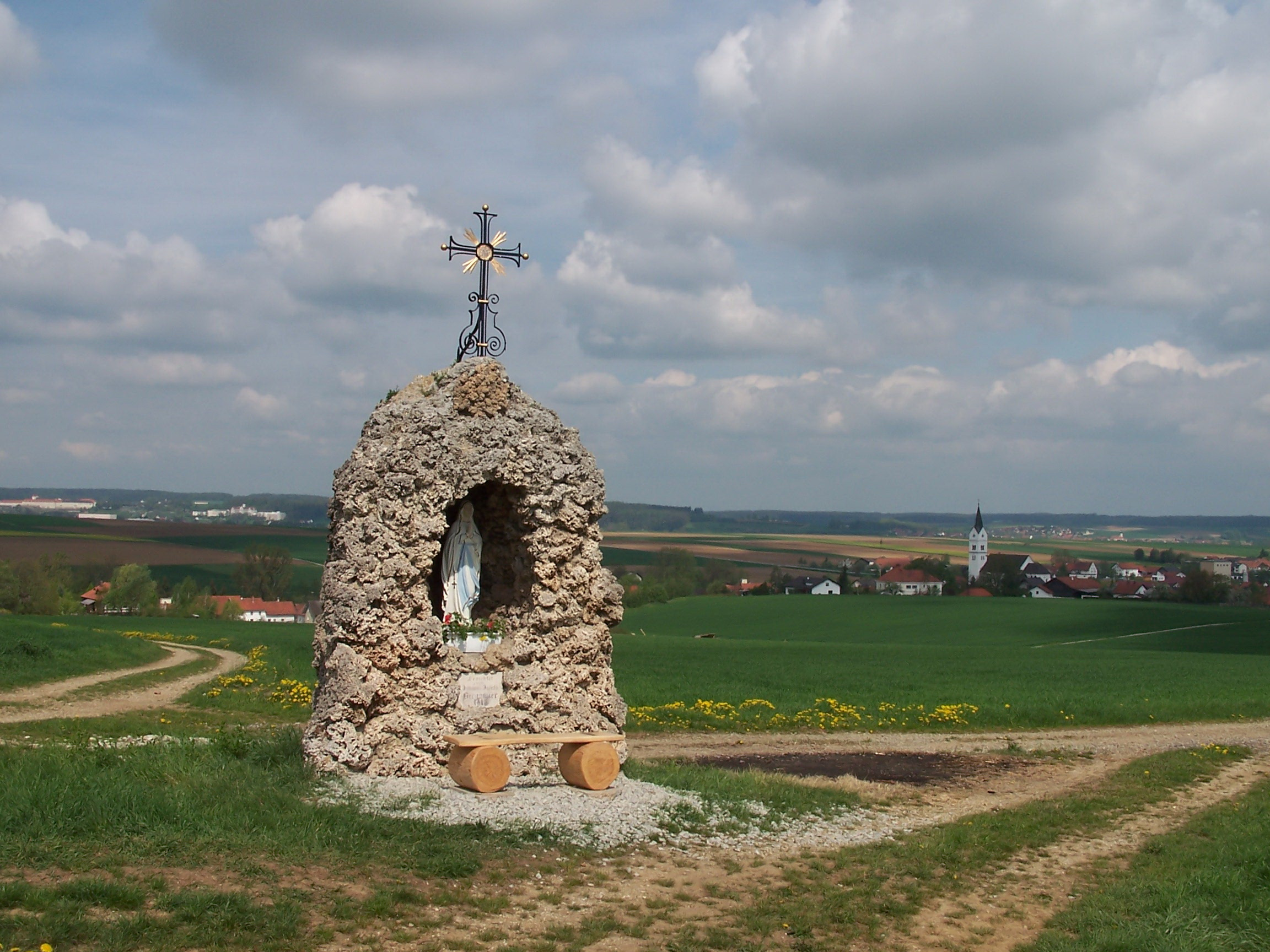
Bergmaiergrotte auf freiem Feld
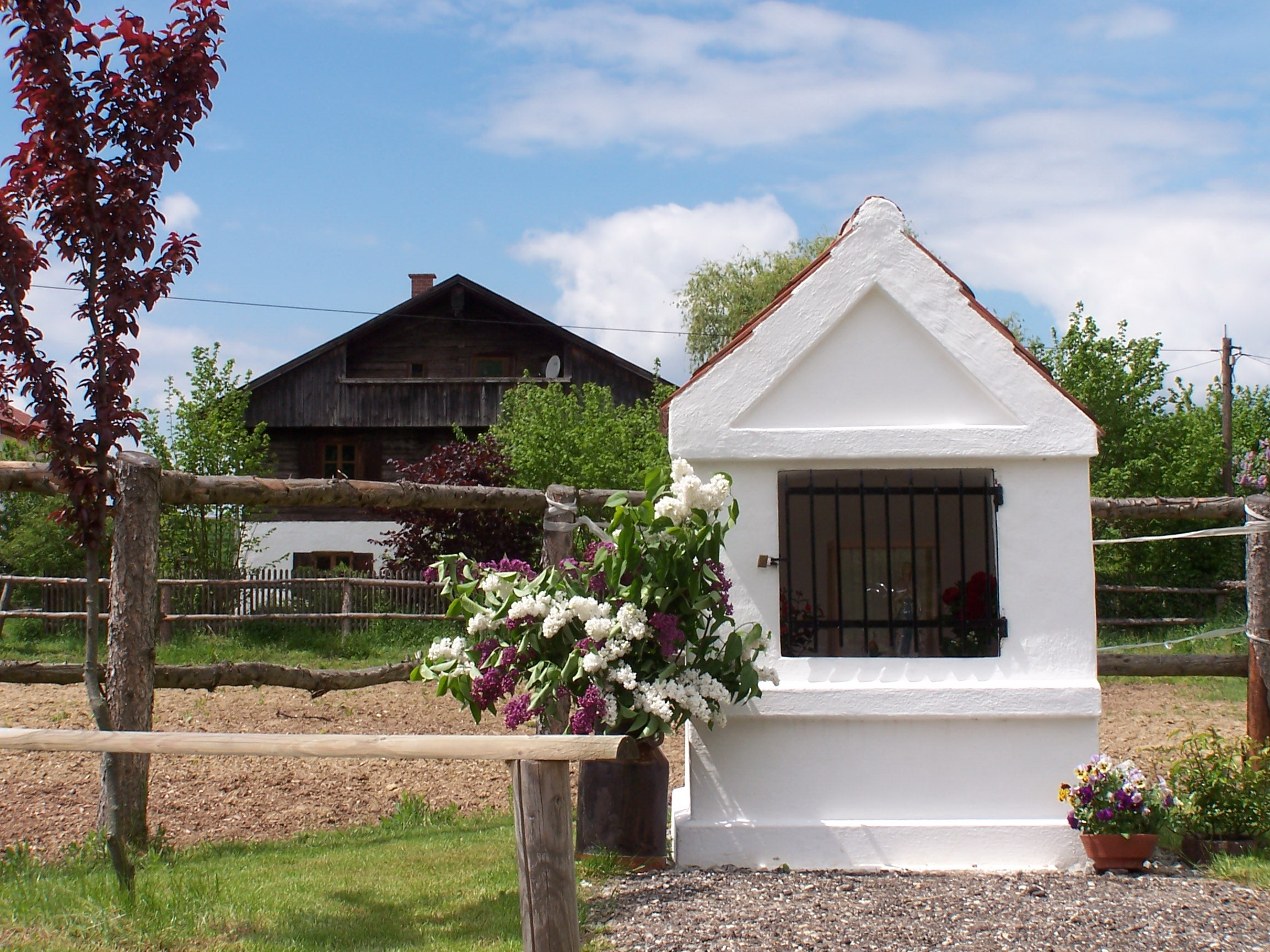
Bildstock am Westufer des Bayerbachs
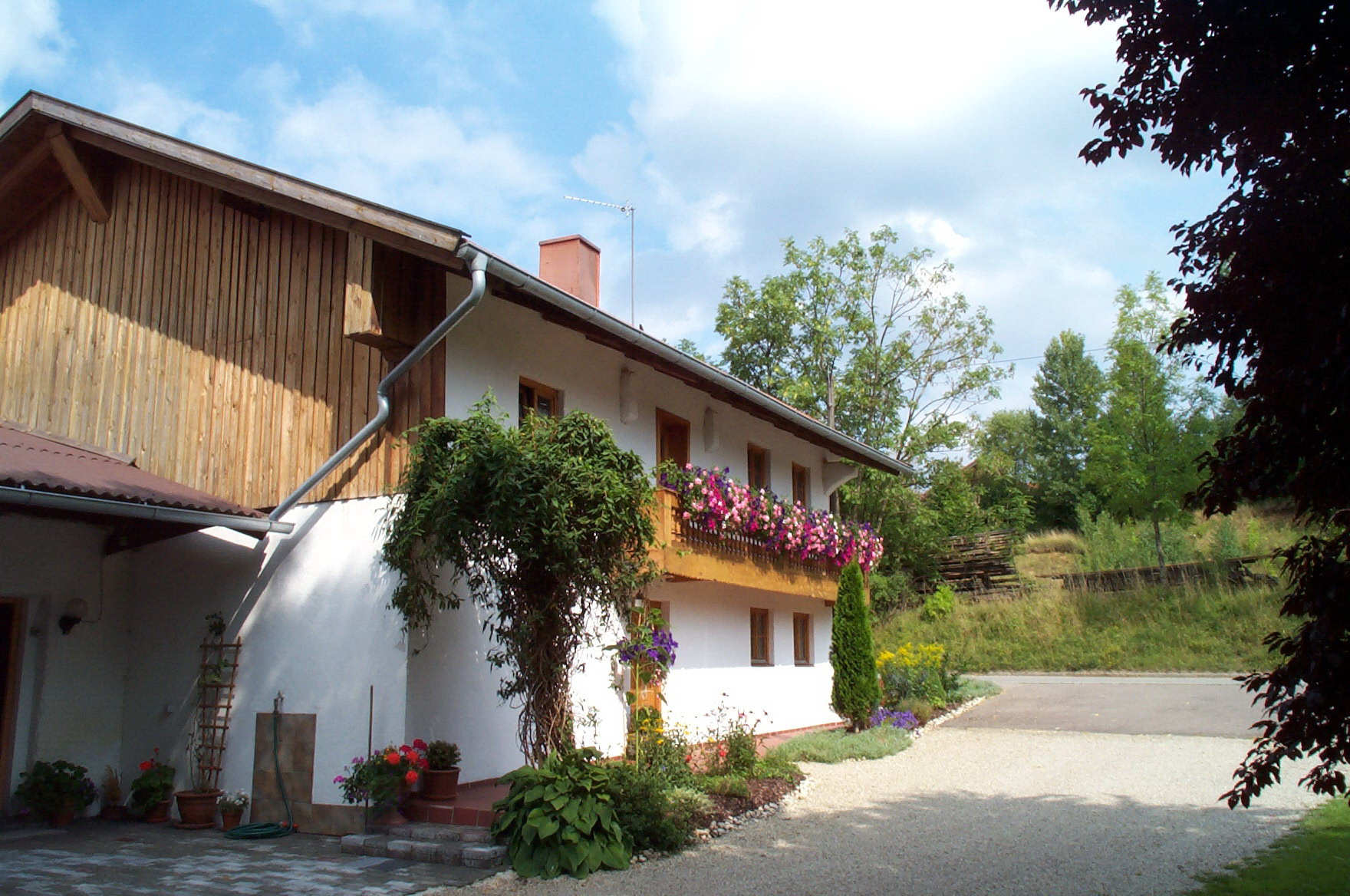
Bauernhaus aus dem 18. Jahrhundert
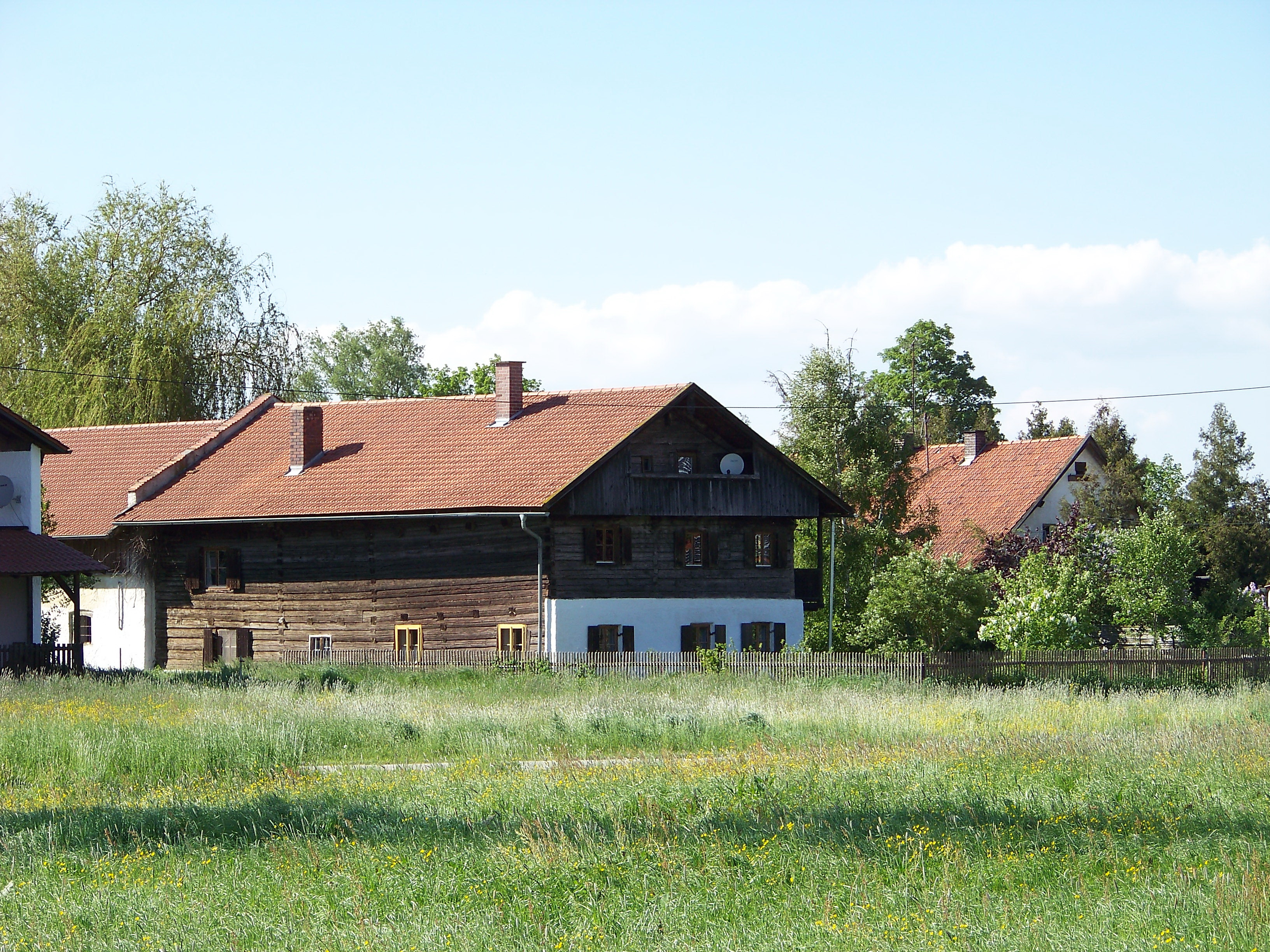
Ehemaliges Bauernhaus
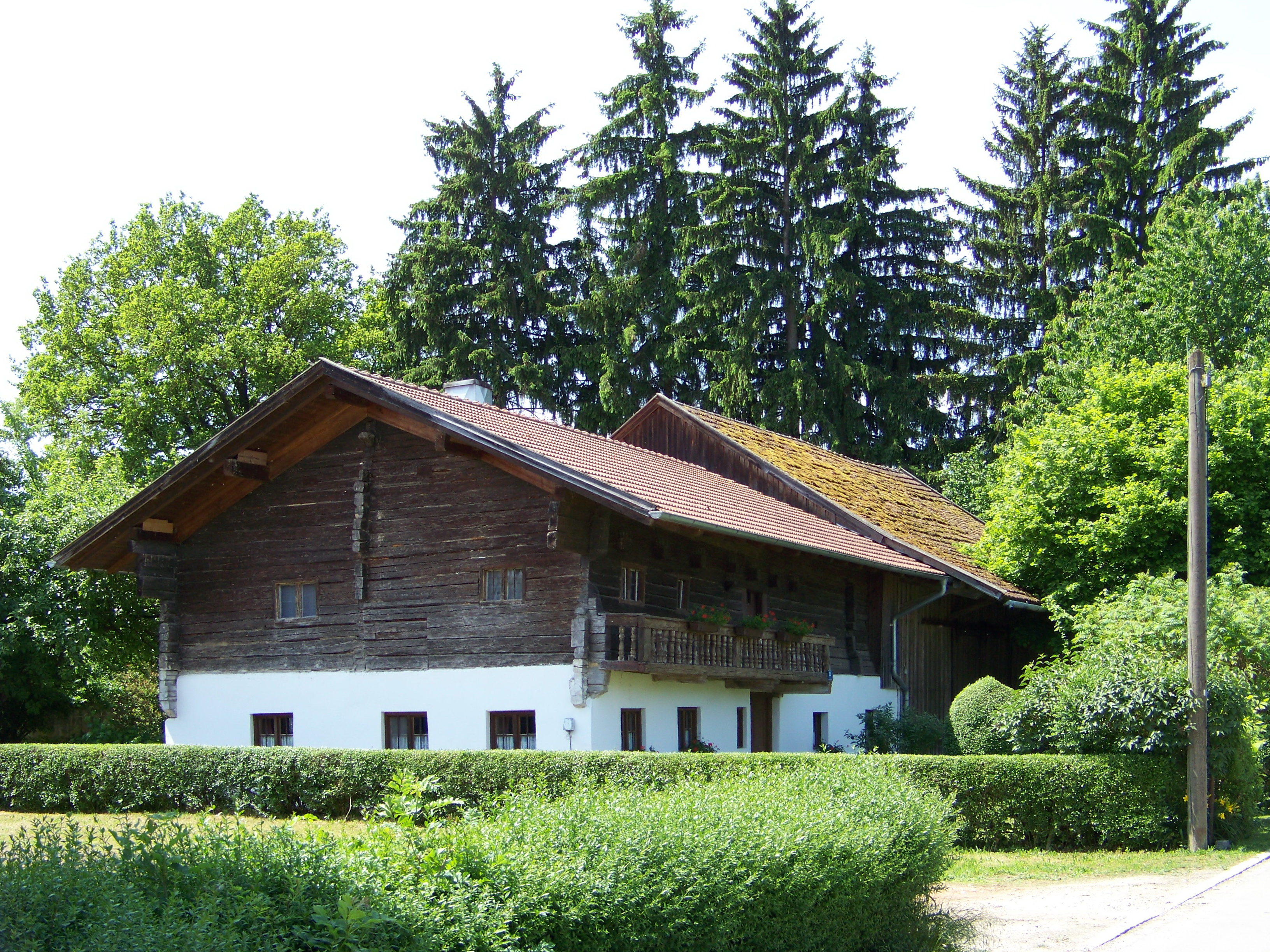
Ehemaliges Bauernhaus
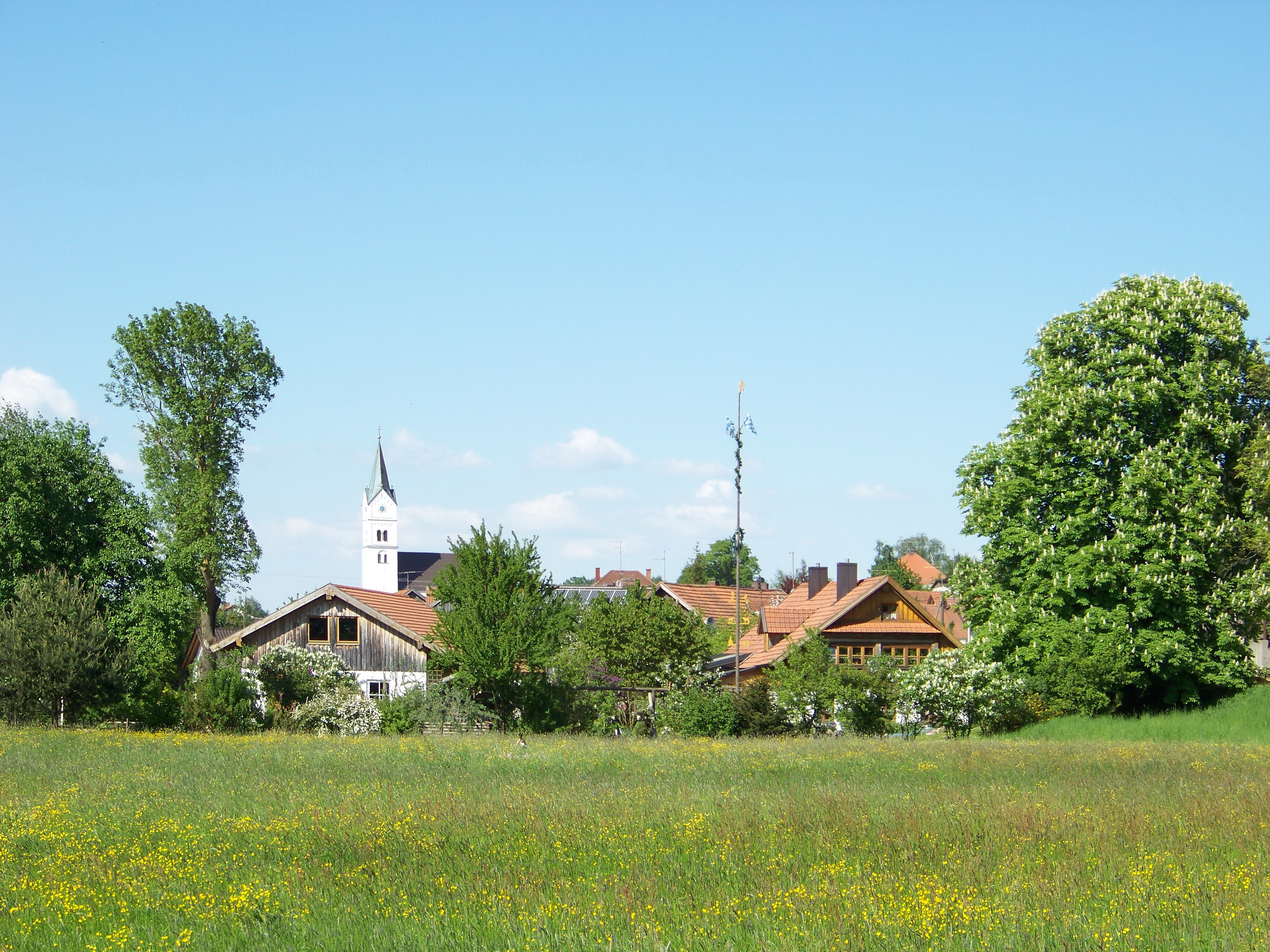
Wirtswiese – der Festplatz
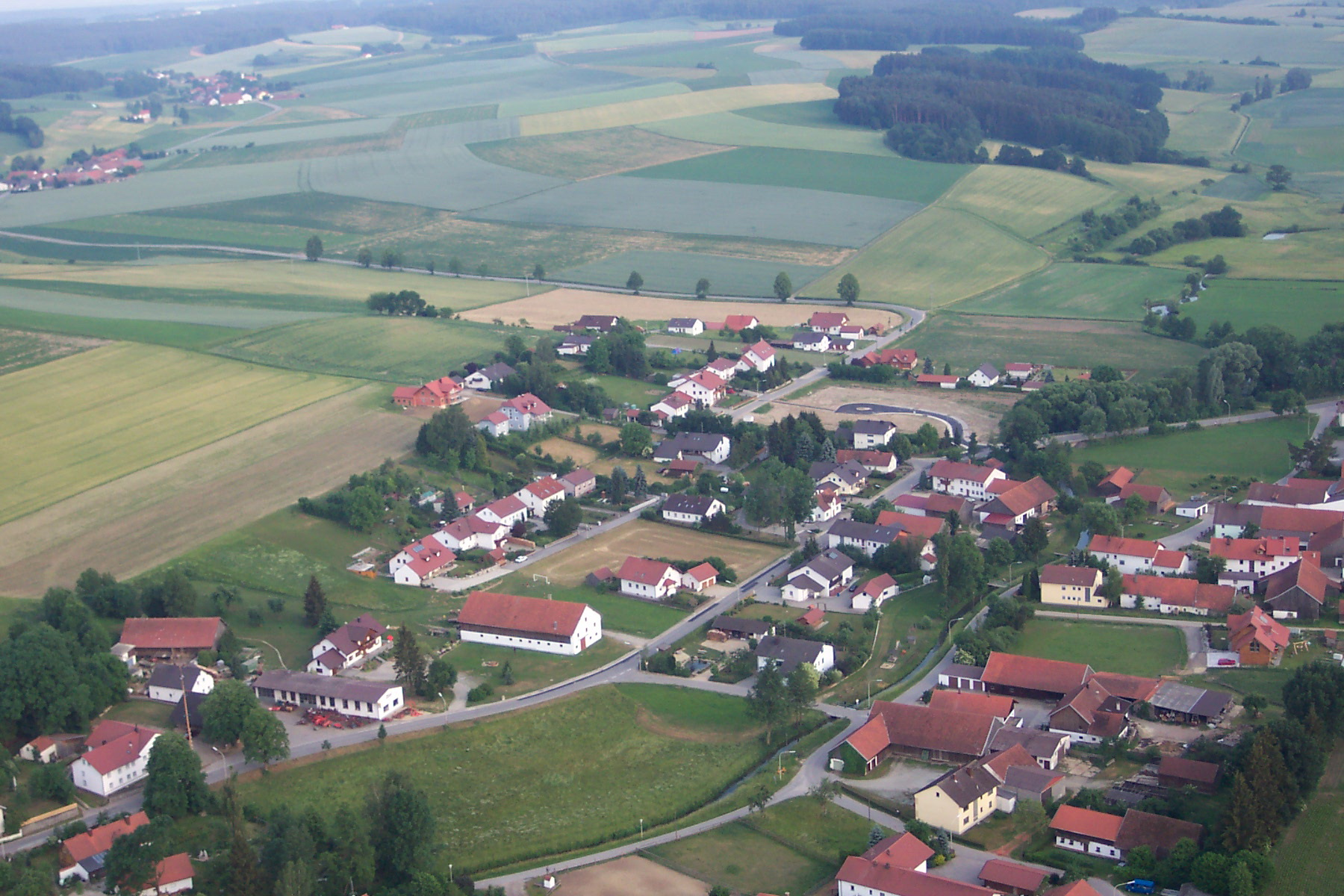
Haimelkofen von oben
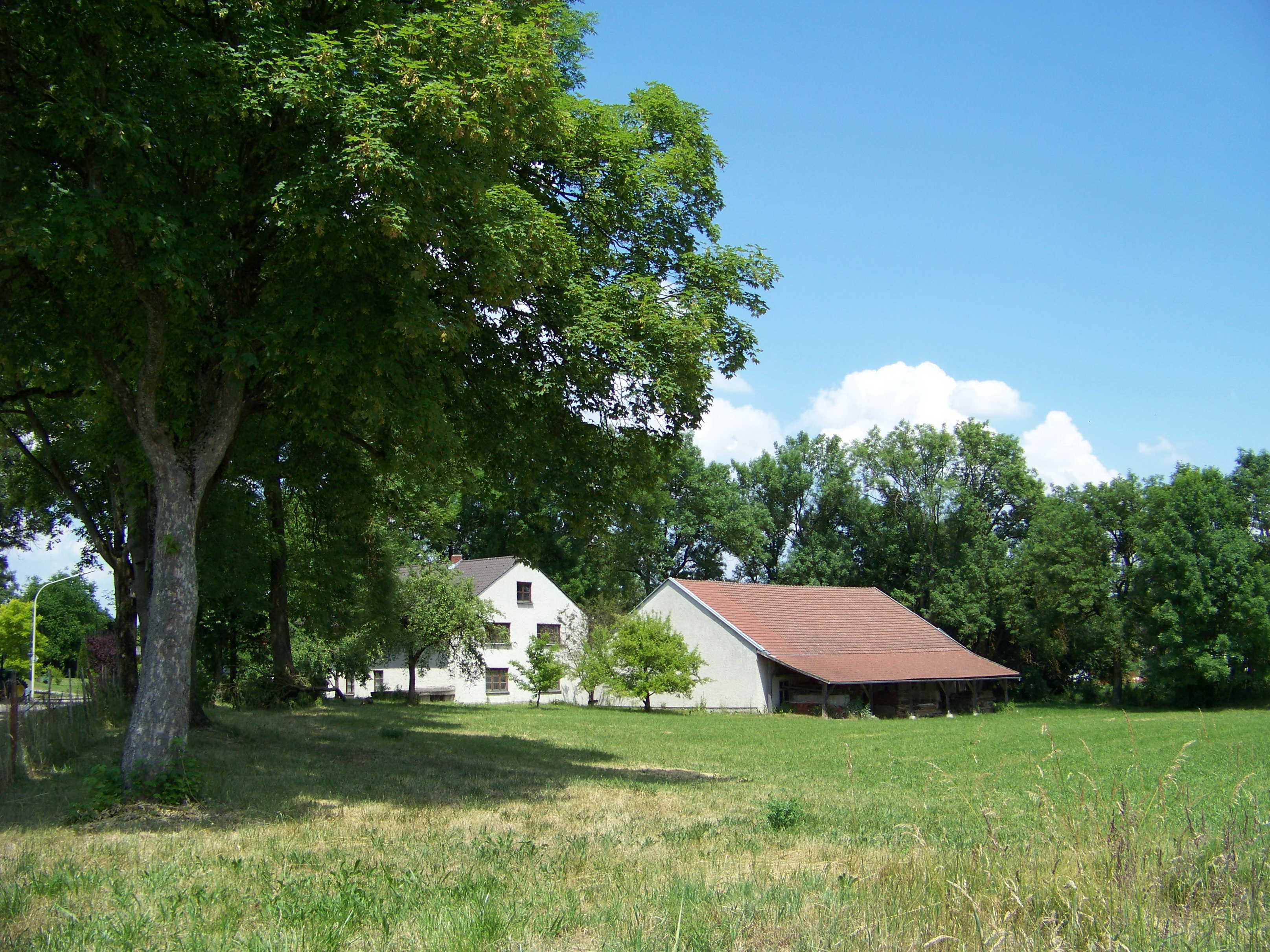
Altes Mühlenanwesen in Haimelkofen
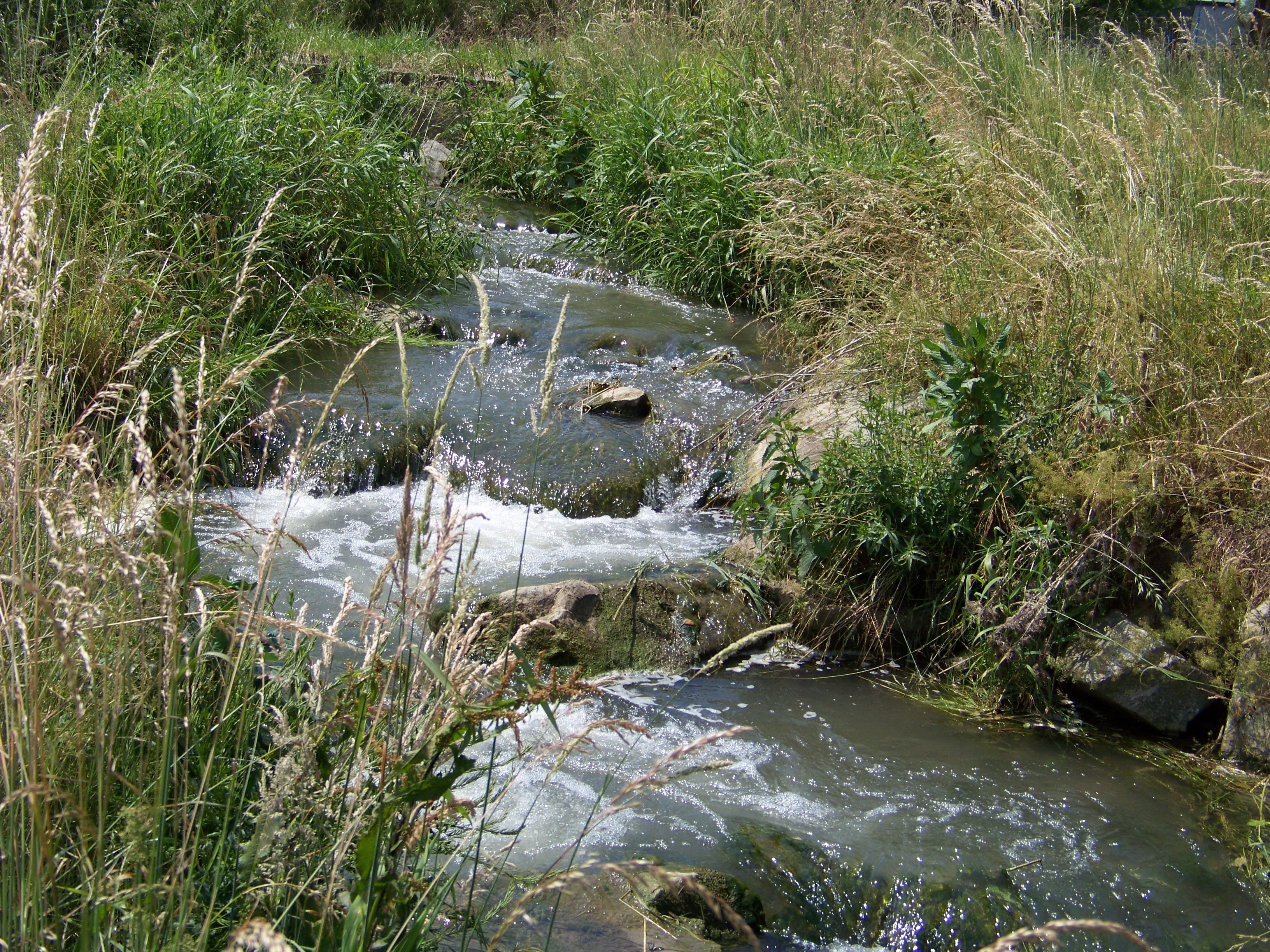
Fischtreppe im Bayerbach